# Villanueva de Córdoba
Villanueva de Córdoba település Spanyolországban, Córdoba tartományban. Villanueva de Córdoba Adamuz, Obejo, Pozoblanco, Pedroche, Torrecampo, Conquista és Cardeña községekkel határos. Lakosainak száma 8381 fő (2024).

## Népesség
A település népessége az elmúlt években az alábbi módon változott:
| Lakosok száma | 9649 | 9740 | 9800 | 9663 | 9521 | 9226 | 9005 | 8729 | 8662 | 8381 |
|               | 2001 | 2004 | 2006 | 2009 | 2011 | 2014 | 2016 | 2019 | 2021 | 2024 |